# Thomas Weitin
Thomas Weitin (* 1971 in Karl-Marx-Stadt, heute Chemnitz) ist ein deutscher Literaturwissenschaftler und Professor für digitale Germanistik.

## Leben
Weitin studierte von 1991 bis 1997 Deutsche Sprache und Literatur, Philosophie und Journalistik an der Universität Hamburg. Daraufhin promovierte er 2002 im Fach Neuere deutsche Literatur im Rahmen des DFG-Graduiertenkollegs Codierung von Gewalt im medialen Wandel an der Humboldt-Universität zu Berlin zum Thema Motive und Strukturen von Gewalt bei Heiner Müller und im Frühwerk von Ernst Jünger. Bis 2004 blieb er als Postdoktorand im Graduiertenkolleg und wechselte anschließend als wissenschaftlicher Assistent bei Detlef Kremer an das Germanistisches Institut der Westfälischen Wilhelms-Universität Münster.
2007 nahm Weitin einen Ruf an die Universität Konstanz an, wo er zunächst als Junior- später als Universitätsprofessor für Neuere deutsche Literatur im europäischen Kontext tätig war. 2008 erfolgte die Habilitation in Münster mit einer Arbeit zur Zeugenschaft in Literatur und Recht. 2015 erhielt Weitin einen Ruf an die Universität Graz, den er zugunsten eines konkurrierenden Rufes an die Technische Universität Darmstadt ablehnte, wo er seither als Professor für Germanistik und Digitale Literaturwissenschaft lehrt.
Weitin war Fellow der Max-Planck-Gesellschaft am Max-Planck-Institut für europäische Rechtsgeschichte in Frankfurt am Main und erhielt 2005 das Feodor-Lynen-Stipendium der Alexander von Humboldt-Stiftung für die Johns Hopkins University im amerikanischen Baltimore. Gastprofessuren hatte er an der Tongji-Universität in Shanghai (2010) und an der University of California in Berkeley (2014) inne.  2019 erhielt Weitin einen Ruf auf die Professur für Digital Humanities und Deutsche Literatur an der Georg-August-Universität Göttingen, den er jedoch ablehnte.

## Forschungsschwerpunkte
Weitin vertritt in Forschung und Lehre den Ansatz der Digitalen Literaturwissenschaft. Dieses jüngste Fachgebiet der Philologie zählt zu den fachwissenschaftlichen Weiterentwicklungen der Digital Humanities, die durch die Kombination herkömmlicher und digitaler Methoden charakterisiert sind. Auf der Basis genauer Lektüre, literaturgeschichtlichen Quellenstudiums und kulturwissenschaftlicher Kontextkompetenz werden Forschungsfragen so abstrahiert, dass sie sich für den Einsatz digitaler Tools operationalisieren lassen. Dieser Ansatz findet sowohl bei der Einzeltext- als auch bei der Korpusanalyse Anwendung. Wichtigstes Forschungsfeld Weitins ist dabei das Verhältnis von Recht und Literatur.

## Veröffentlichungen (Auswahl)
Monographien:
- 2003: Notwendige Gewalt. Die Moderne Ernst Jüngers und Heiner Müllers (= Gabriele Brandstetter, Ursula Renner, Günter Schnitzler (Hrsg.): Cultura, Band 34). Rombach, Freiburg im Breisgau, ISBN 978-3-7930-9348-0. Zugleich Dissertation.
- 2009: Zeugenschaft. Das Recht der Literatur. Fink, München/Paderborn, ISBN 978-3-7705-4830-9. Zugleich Habilitation.
- 2010: Recht und Literatur (= Detlef Kremer und Herbert Kraft (Hrsg.): Literaturwissenschaft. Theorie & Beispiele, Band 10). Aschendorff, Münster, ISBN 978-3-402-14305-6.
- 2013: Freier Grund. Die Würde des Menschen nach Goethes Faust. Konstanz University Press, Paderborn, ISBN 978-3-86253-044-1.
- 2015: mit Bijan Fateh-Moghadam, Thomas Gutmann, Michael Neumann: Säkulare Tabus. Matthes & Seitz, Berlin, ISBN 978-3-95757-094-9.
- 2021: Digitale Literaturgeschichte. Eine Versuchsreihe mit sieben Experimenten. Springer, Berlin, ISBN 978-3-662-63662-6.

Korpora:
- 2016: Volldigitalisiertes Korpus. Der Deutsche Novellenschatz. Hrsg. von Paul Heyse, Hermann Kurz. 24 Bände. 1871–1876. Darmstadt/Konstanz.

Aufsätze:
- 2015: Digitale Literaturwissenschaft. In: Deutsche Vierteljahresschrift für Literaturwissenschaft und Geistesgeschichte. 89.4 (2015). Sonderheft Zur Lage der Literaturwissenschaft. Aktuelle Bestandsaufnahmen und Perspektiven, S. 651–656.
- 2016: mit Thomas Gilli und Nico Kunkel: Auslegen und Ausrechnen. Zum Verhältnis hermeneutischer und quantitativer Verfahren in den Literaturwissenschaften. In: Zeitschrift für Literaturwissenschaft und Linguistik. Heft 181: Labor, doi:10.1007/s41244-016-0004-8, S. 103–115.
- 2016: Selektion und Distinktion. Paul Heyses und Hermann Kurz’ Deutscher Novellenschatz als Archiv, Literaturgeschichte und Korpus. In: Daniela Gretz, Nicolas Pethes (Hrsg.): Archiv/Fiktionen. Verfahren des Archivierens in Literatur und Kultur des langen 19. Jahrhunderts. Rombach, Freiburg, S. 385–408, ISBN 978-3-7930-9843-0.
- 2017: Scalable Reading. In: Zeitschrift für Literaturwissenschaft und Linguistik. Heft 185: Scalable Reading, doi:10.1007/s41244-017-0048-4, S. 1–6.
- 2017: mit Katharina Herget: Falkentopics. Über einige Probleme beim Topic Modeling literarischer Texte. In: Zeitschrift für Literaturwissenschaft und Linguistik. Heft 185: Scalable Reading, doi:10.1007/s41244-017-0049-3, S. 29–48.
- 2017: Literarische Heuristiken: Die Novelle des Realismus. In: Albrecht Koschorke (Hrsg.): Komplexität und Einfachheit. Metzler, Stuttgart, S. 422–441. ISBN 978-3-476-04357-3.
- 2018: Average and Distinction. The 'Deutscher Novellenschatz' between Literary History and Corpus Analysis. In: LitLab Pamphlet #6. March 2018.
- 2019: ‚Sonst macht er dich zur Türkin‘. Die Komik der Integration in C.F. Meyers Novelle ‚Der Schuss von der Kanzel‘. In: Uwe Wirth, Deniz Göktürk, Özkan Ezli (Hrsg.): Komik der Integration. Aisthesis, Bielefeld, S. 189–207, ISBN 978-3-8498-1315-4.
- 2021: mit A. Vanessa Möschner: Lässt sich die Grenze zwischen Realismus und Früher Moderne empirisch bestimmen? Ergebnisse und Fragen eines Eye-Tracking Experiments mit zwei Brunnengedichten von C.F. Meyer und R.M. Rilke. In: Jan Horstmann, Marie Flüh, Janina Jacke und Mareike Schumacher (Hrsg.): Toward Undogmatic Reading: Narratology, Digital Humanities and Beyond. Hamburg University Press, Hamburg, S. 145–156, ISBN 978-3-943423-87-7.
- 2021: Die Digitale Nachhaltigkeit der Geisteswissenschaften. In: Alexander Honold, Christine Lubkoll, Steffen Martus und Sandra Richter (Hrsg.): Jahrbuch der Deutschen Schillergesellschaft. Wallstein, Göttingen, S. 463–468.